# Brandonville (Pennsylvanie)
Brandonville est une census-designated place située dans le comté de Schuylkill, dans l’État de Pennsylvanie, aux États-Unis. Lors du recensement de 2020, elle compte 180 habitants.